# Markus Maier (sciatore 1984)
Markus Maier (1984) è un ex sciatore alpino austriaco.

## Biografia
Attivo in gare FIS dal novembre del 1999, in Coppa Europa Maier esordì il 19 dicembre 2001 a Saalbach-Hinterglemm in discesa libera, senza completare la prova, ottenne il miglior piazzamento l'11 gennaio 2005 a Bad Kleinkirchheim in supergigante (20º) e prese per l'ultima volta il via il 18 febbraio 2008 a Garmisch-Partenkirchen in slalom speciale (23º). Si ritirò al termine di quella stessa stagione 2007-2008 e la sua ultima gara fu lo slalom speciale dei Campionati austriaci 2008, disputato il 30 marzo a Haus e chiuso da Maier al 9º posto; in carriera non debuttò in Coppa del Mondo né prese parte a rassegne olimpiche o iridate.

## Palmarès

### Coppa Europa
- Miglior piazzamento in classifica generale: 180º nel 2005

### Campionati austriaci
- 2 medaglie:
  - 2 argenti (combinata nel 2003; combinata nel 2005)